# Louisa Hanoune
Louisa Hanoune (em árabe: لويزة حنون) (Chekfa, 7 de Abril de 1954) é uma advogada argelina. Foi a primeira mulher a se candidatar à Presidente da Argélia, em 2004, à frente do Partido dos Trabalhadores (PT), do qual é a atual Secretária Geral.

## Ligações Externas
- Argélia: liberdade para Louisa Hanoune, presa política do regime em crise!